# Пальма, Алехандра
Алехандра С. Пальма (исп. Alejandra S. Palma, 17 июля 1960) — аргентинская хоккеистка (хоккей на траве), полевой игрок. Чемпионка Панамериканских игр 1987 года. Участвовала в летних Олимпийских играх 1988 года.

## Биография
Алехандра Пальма родилась 17 июля 1960 года.
Играла в хоккей на траве за «Пукару» из Бурзако. С 13 лет играла в сборной Аргентины среди девушек
В 1987 году завоевала золотую медаль Панамериканских игр в Индианаполисе.
В 1988 году вошла в состав женской сборной Аргентины по хоккею на траве на летних Олимпийских играх в Сеуле, занявшей 7-е место. Играла в поле, провела 5 матчей, забила 2 мяча (по одному в ворота сборных США и Канады).
Дважды участвовала в чемпионатах мира 1986 и 1990 годов. В турнире 1986 года забила 2 мяча (по одному ворота сборных СССР и Ирландии).
Работала в школе учителем физкультуры. Была менеджером женской сборной Аргентины по хоккею на траве.